# Alex Friesen
Alex Friesen, född 30 januari 1991, är en kanadensisk professionell ishockeyspelare som är kontrakterad till NHL-organisationen Vancouver Canucks och spelar för deras primära samarbetspartner Utica Comets i American Hockey League (AHL). Han har tidigare spelat på lägre nivåer för Chicago Wolves i AHL, Kalamazoo Wings i ECHL och Niagara Icedogs i Ontario Hockey League (OHL).
Friesen draftades i sjätte rundan i 2010 års draft av Vancouver Canucks som 172:a spelare totalt.

## Statistik
| 2006–2007   | Niagara Falls Thunder Minor Midget | SCTA        | 69  | 45 | 67  | 112 | 66  | —  | —  | —  | —  | —  |
| 2007–2008   | Niagara Icedogs                    | OHL         | 46  | 5  | 9   | 14  | 26  | 10 | 0  | 2  | 2  | 6  |
| 2008–2009   | Niagara Icedogs                    | OHL         | 64  | 11 | 22  | 33  | 94  | 12 | 3  | 7  | 10 | 25 |
| 2009–2010   | Niagara Icedogs                    | OHL         | 60  | 23 | 37  | 60  | 94  | 5  | 1  | 6  | 7  | 8  |
| 2010–2011   | Niagara Icedogs                    | OHL         | 60  | 26 | 40  | 66  | 61  | 14 | 2  | 8  | 10 | 19 |
| 2011–2012   | Niagara Icedogs                    | OHL         | 62  | 26 | 45  | 71  | 106 | 20 | 8  | 14 | 22 | 18 |
| 2012–2013   | Chicago Wolves                     | AHL         | 42  | 1  | 4   | 5   | 22  | —  | —  | —  | —  | —  |
|             | Kalamazoo Wings                    | ECHL        | 10  | 0  | 4   | 4   | 2   | —  | —  | —  | —  | —  |
| 2013–2014   | Utica Comets                       | AHL         | 54  | 6  | 14  | 20  | 32  | —  | —  | —  | —  | —  |
| 2014–2015   | Utica Comets                       | AHL         | 60  | 10 | 20  | 30  | 57  | 23 | 4  | 6  | 10 | 12 |
| 2015–2016   | Vancouver Canucks                  | NHL         | 1   | 0  | 0   | 0   | 0   | —  | —  | —  | —  | —  |
|             | Utica Comets                       | AHL         | 41  | 8  | 10  | 18  | 55  | —  | —  | —  | —  | —  |
| NHL totalt  | NHL totalt                         | NHL totalt  | 1   | 0  | 0   | 0   | 0   | —  | —  | —  | —  | —  |
| AHL totalt  | AHL totalt                         | AHL totalt  | 197 | 25 | 48  | 73  | 166 | 23 | 4  | 6  | 10 | 12 |
| ECHL totalt | ECHL totalt                        | ECHL totalt | 10  | 0  | 4   | 4   | 2   | —  | —  | —  | —  | —  |
| OHL totalt  | OHL totalt                         | OHL totalt  | 292 | 91 | 153 | 244 | 381 | 61 | 14 | 37 | 51 | 76 |